# La Trilogie du samedi
La Trilogie du samedi est un bloc de programmes composé de trois séries télévisées, diffusé de 1997 à 2008 sur M6, adapté du format américain Thrillogy diffusé sur NBC à partir de 1996.
Les séries choisies, presque toutes américaines, appartiennent au genre du fantastique, de la science-fiction et du thriller, s'ouvrant par la suite au policier, et s'adressent plutôt à un public adolescent et jeune adulte.
La case revient en 2018 sous le titre La Trilogie, mais elle est diffusée sur 6ter, une autre chaîne du groupe M6, et est programmée le mardi au lieu du samedi.

## Histoire

### Les Samedis fantastiques
M6 consacre généralement ses soirées du samedi aux séries télévisées américaines fantastiques. Tout a commencé le 28 octobre 1995 avec une soirée fantastique en prime-time incluant le double épisode La Colonie de la série X-Files : Aux frontières du réel et l'épisode Dernière limite de la série Les Contes de la crypte. M6 a ensuite réitéré l'opération le 2 décembre 1995 avec les épisodes Ombre mortelle et Quand vient la nuit d'X-Files et l'épisode La Perle noire des Contes de la crypte.
La case devient Les Samedis fantastiques du 6 janvier 1996 au  29 novembre 1997, avec la rediffusion intégrale d'X-Files (3 épisodes par semaine) et deux épisodes des Contes de la crypte. Suivront les séries Au-delà du réel : L'aventure continue et Burning Zone : Menace imminente.

### Les débuts deLa Trilogie du samedi
M6 décide ensuite de créer La Trilogie du samedi dont la diffusion débute le 6 décembre 1997. Les premiers programmes diffusés sont Le Caméléon, Dark Skies : L'Impossible Vérité et Profiler. Après l'arrêt de Dark Skies, la série est rapidement remplacée par The Sentinel. Plus tard, X-Files est diffusé le jeudi soir à partir de la 5e saison, et Stargate SG-1 est déplacé le vendredi soir avant de revenir.

### La fin deLa Trilogie du samedi
En 2002, l'émission change radicalement en programmant deux à trois épisodes par soirée. Le programme n'est plus exclusivement consacré au fantastique. Le 23 décembre 2006, M6 diffuse le douzième épisode de la série Commander in Chief mais à cause d'audiences non satisfaisantes pour la chaîne, les épisodes suivants sont diffusées sur Téva. Le 22 décembre 2007, la chaîne remplace la diffusion des trois derniers épisodes de la première saison de Jericho par des rediffusions de NCIS : Enquêtes spéciales. En 2008, le programme adopte un nouvel habillage télévisuel après avoir gardé 10 ans le même.

### Retour sur 6ter
La case revient le 6 novembre 2018 sous le titre La Trilogie, mais elle est diffusée sur 6ter, une autre chaîne du groupe M6, et programmée le mardi au lieu du traditionnel samedi,. Elle est composée de trois séries différentes avec deux épisodes par série, de 21 h à 2 h du matin.

## Postérité
Selon Slate, La Trilogie du samedi « a créé des modèles féminins pour toute une génération » avec les personnages de Buffy (Buffy contre les vampires), des sœurs Halliwell (Charmed), de Max Guevara (Dark Angel) ou de Sydney Bristow (Alias).

## Séries diffusées
- Alias (saison 4)
- Buffy contre les vampires
- C-16 : FBI (en) (1.01 à 1.10, 27 mars - 29 mai 1999)[9],[c],[d]
- Charmed
- Commander in Chief (1.01 à 1.12)
- Bones (saison 1) - rediffusion
- Dark Angel
- Dark Skies : L'Impossible Vérité
- Dead Zone
- FreakyLinks
- Le Flic de Shanghaï (rediff. 1.01 à 1.05, 1er - 29 avr. 2000)[10],[e],[f]
- FX, effets spéciaux
- Haunted
- Hex : La Malédiction
- Jake 2.0
- Jericho
- John Doe
- Journeyman
- Kingdom Hospital
- Kyle XY (1.01 à 2.17)
- L'Immortelle
- Le Caméléon
- Les 4400 (saisons 1 et 2 en première partie de soirée, saisons 3 et 4 après les inédits des saisons 1 et 2 de Kyle XY)
- Médium (saisons 1 à 4 - saison 5 partiellement)
- Missing : Disparus sans laisser de trace
- Mutant X
- Mysterious Ways : Les Chemins de l'étrange
- NCIS : Enquêtes spéciales (saison 1) - rediffusion
- Nick Cutter et les Portes du temps (saison 1)
- Night Stalker : Le Guetteur
- Numb3rs[11]
- Players, les maîtres du jeu
- Prison Break[12]
- Profiler
- Roswell
- Smallville (saisons 1 à 7)
- Sept jours pour agir (rediff. 2.01 à 2.15, 14 sept. - 26 oct. 2002)[13],[g],[h]
- Spécial OPS Force
- Special Unit 2
- Stargate Atlantis (saisons 1 et 2)
- Stargate SG-1 (1.01 à 10.12)
- Strange World
- Supernatural (saisons 1 à 3)
- The Lost Room
- The Sentinel
- Threshold : Premier Contact
- Triangle : le Mystère des Bermudes
- Tru Calling : Compte à rebours
- Unité 9
- Women's Murder Club[11]

### Le retour sur 6ter
- Once Upon a Time (saison 7)
- Siren (saison 1)
- Supernatural (saison 12)